# Werner Scheid

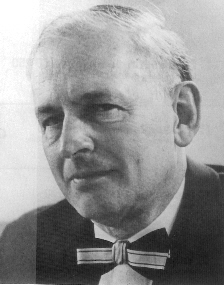
Werner Scheid

Werner Scheid (* 22. Juli 1909 in Dortmund; † 25. Dezember 1987 in Köln) war ein deutscher Neurologe und Psychiater.

## Leben
Werner Scheid wurde 1909 in Dortmund geboren. Er besuchte Gymnasien in Duisburg und Remscheid und erhielt 1927 das Reifezeugnis. Im gleichen Jahr begann er das Studium der Medizin. Halle (Saale), Bonn, Berlin, Breslau und zuletzt Heidelberg, wo er 1933 sein Staatsexamen absolvierte, waren seine Studienorte, und wurde anschließend in München mit der Arbeit "Der Zeiger der Schuld in seiner Bedeutung für die Prognose involutiver Psychosen" promoviert.
Nach der Approbation wurde er Assistent am Institut der deutschen Forschungsanstalt für Psychiatrie in München unter Kurt Schneider. Wegen der politisch bedingten schwieriger werdenden Situation in der Psychiatrie wechselte Scheid zur Neurologie und wurde Assistent an der Neurologischen Universitätsklinik Hamburg-Eppendorf unter der Leitung von Heinrich Pette. Im Jahre 1940 erfolgte die Habilitation sowie die Ernennung zum Oberarzt der Klinik. 1946 wurde er zum Chefarzt der Neurologischen Abteilung des neu gegründeten Allgemeinen Krankenhauses Heidberg in Hamburg-Langenhorn gewählt.
Im Jahre 1949 erhielt Werner Scheid den Ruf auf den Lehrstuhl für Neurologie und Psychiatrie an der Universität zu Köln und übernahm als Direktor 1950 die durch Kriegseinwirkung schwer zerstörte Nervenklinik, deren Wiederaufbau er sofort in Angriff nahm. Frühzeitig wurde die Klinik durch mehrere Spezialabteilungen für Neurophysiologie, Neurochemie und Neuropathologie ergänzt. Die Gründung einer eigenen Station für infektiöse Erkrankungen des Nervensystems, der ersten neuropsychiatrischen Intensivstation in Deutschland, sowie eines eigenen Rehabilitationszentrums waren Ausdruck wissenschaftlicher Interessen und klinischer Weitsicht.
1961 forderte Scheid als einer der ersten die Rezeptpflicht für das Medikament Contergan, nachdem ein Leserbrief im British Medical Journal auf dessen nervenschädigende Wirkung aufmerksam gemacht hatte.  
Eine rege wissenschaftliche Tätigkeit begleitete Werner Scheid sein ganzes Leben, deren Ertrag in mehr als 140 Originalarbeiten und Buchbeiträgen niedergelegt ist. Einige Schwerpunkte sind zu erwähnen: die körperlich begründbaren Psychosen, Pathogenese und Verlauf der diphtherischen Polyneuropathie, Virusinfektionen des Nervensystems, Probleme pathologischer Liquorveränderungen. Längere Studienaufenthalte in den USA an verschiedenen Virusinstituten gaben ihm die fachlichen Grundlagen dafür.
Wichtiger noch als die wissenschaftlichen Arbeiten waren jedoch Werner Scheids außerordentliche Fähigkeiten zur Lehre mit brillanten Vorlesungen und seinem gemeinsam mit Mitarbeitern 1963 verfassten großen Lehrbuch der Neurologie, das 1983 in der 5. Auflage erschien und auch heute noch eine Bereicherung jeder neurologischen Buchsammlung ist.
Werner Scheid war Dekan der Medizinischen Fakultät (1951–1952) und Rektor der Universität zu Köln (1966–1967), Mitglied der Leopoldina in Halle (Saale), Ehrendoktor der Medizinischen Fakultät der Universität München, Mitglied des Kuratoriums der Internationalen neuropsychiatrischen Symposien in Pula/Jugoslawien. Im Oktober 1977 wurde er emeritiert. Sein Ordinariat hatte er bereits 1968 geteilt, um seinem langjährigen Weggefährten Albrecht Stammler die Berufung auf einen zweiten ordentlichen Lehrstuhl zu ermöglichen. Die Deutsche Gesellschaft für Neurologie zeichnete ihn 1982 mit der Max-Nonne-Gedenkmünze aus.

## Werke
- Psychiatrie und Öffentlichkeit. Scherpe, Krefeld 1967.
- Lehrbuch der Neurologie, zus. mit Hans Heinrich Wieck [u. a.], Thieme, Stuttgart 1963